# أليستير هينتون
أليستير هينتون (بالإنجليزية: Alistair Hinton)‏ هو ملحن بريطاني، ولد في 6 أكتوبر 1950 في دنفيرملين في المملكة المتحدة.